# Westhorpe (Suffolk)
Westhorpe – wieś w Anglii, w hrabstwie Suffolk, w dystrykcie Mid Suffolk. Leży 27 km na północny zachód od miasta Ipswich i 116 km na północny wschód od Londynu.